# 小行星1146
小行星1146（1146 Biarmia）是一颗绕太阳运转的小行星，为主小行星带小行星。该小行星于1929年5月7日发现。
該小行星以俄羅斯歷史地區比亞馬蘭命名。

## 轨道参数
小行星1146的轨道半长轴为3.0528201 UA，离心率为0.251。